# Apeo
Apeo är en ort i Mexiko.   Den ligger i kommunen Maravatío och delstaten Michoacán de Ocampo, i den södra delen av landet, 140 km väster om huvudstaden Mexico City. Apeo ligger 2 033 meter över havet och antalet invånare är 1 897.
Terrängen runt Apeo är kuperad österut, men västerut är den platt. Runt Apeo är det ganska tätbefolkat, med 96 invånare per kvadratkilometer. Närmaste större samhälle är Maravatío, 10,7 km väster om Apeo. I omgivningarna runt Apeo växer huvudsakligen savannskog.